# St. Antonius (Wallisellen)

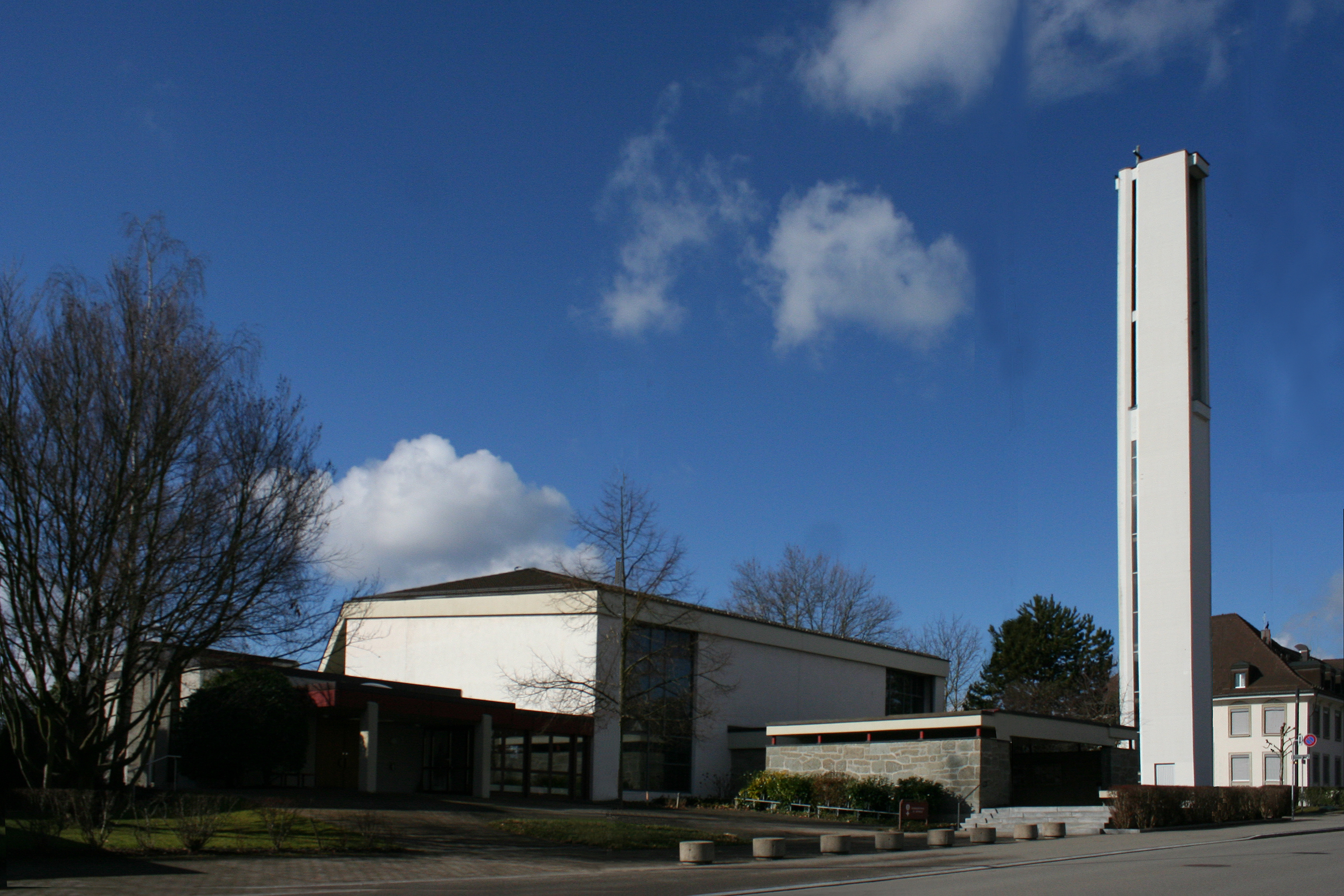
Kirche St. Antonius Wallisellen

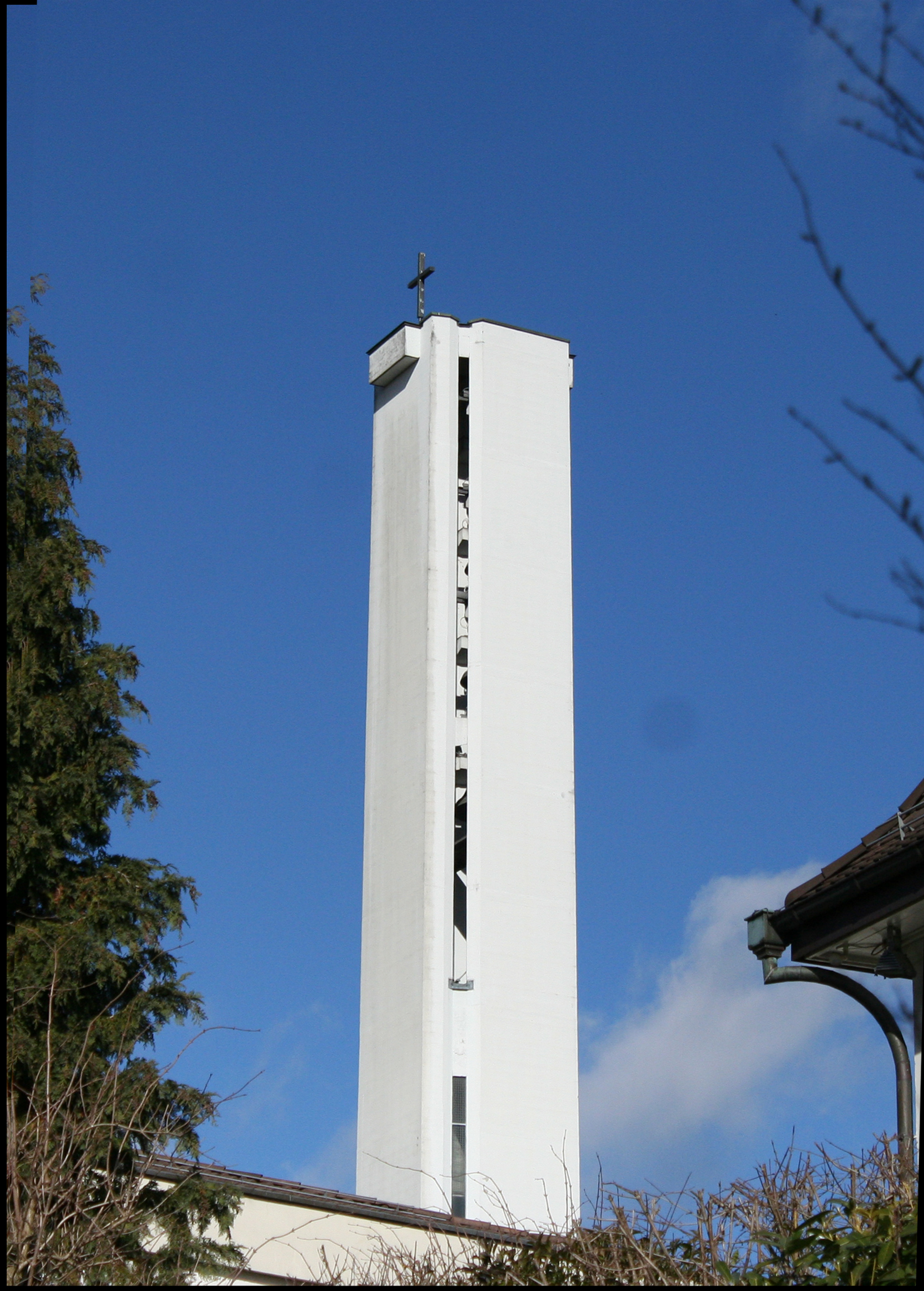
Kirchturm

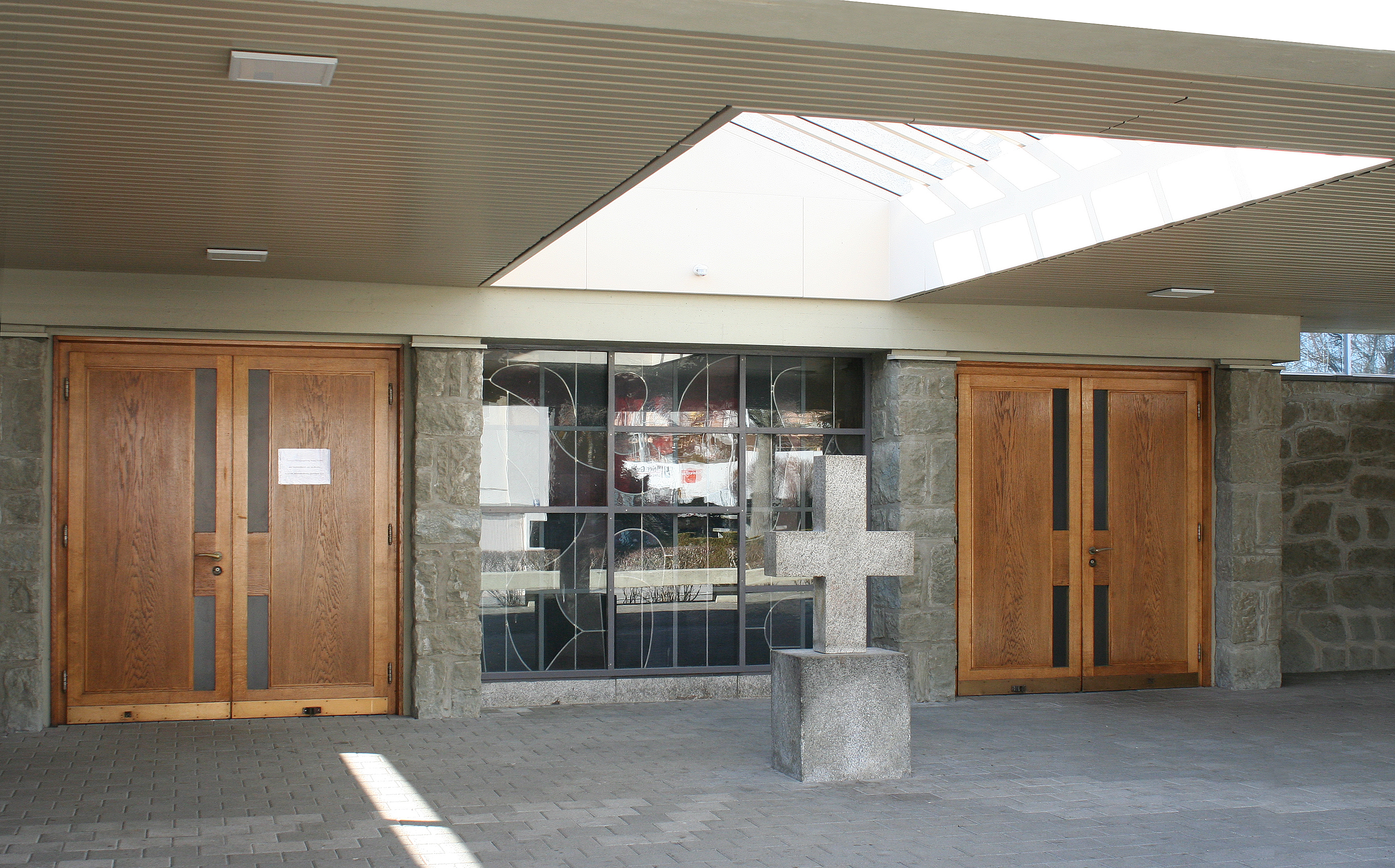
Kirchenportale

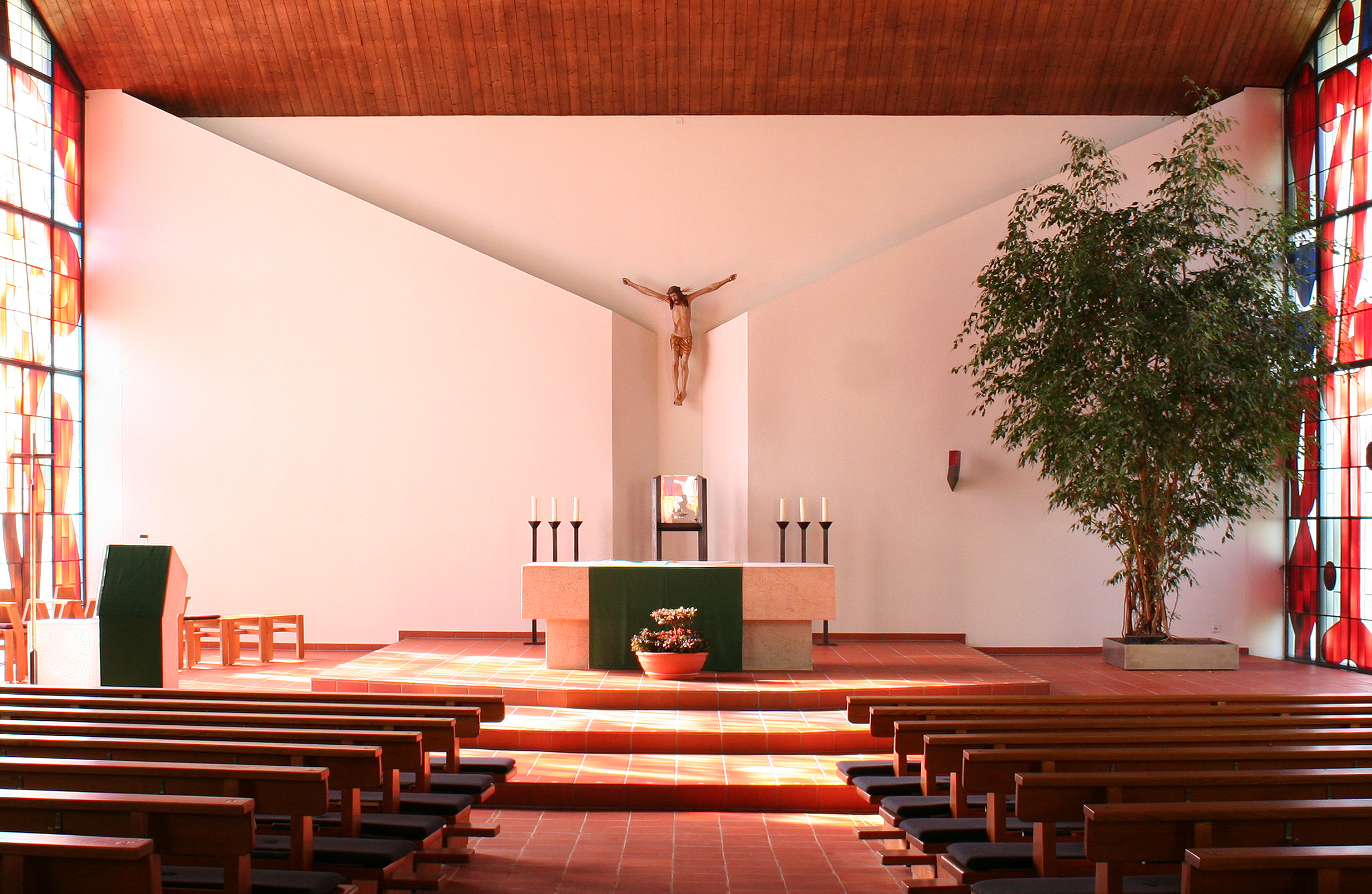
Innenansicht

Die Kirche St. Antonius ist die römisch-katholische Pfarrkirche von Wallisellen im Kanton Zürich. Sie steht an der Alpenstrasse 5. Ein wesentliches Gestaltungselement dieser Kirche sind die Glasfenster des Künstlers Ferdinand Gehr.

## Geschichte

### Vorgeschichte und Namensgebung
Die mittelalterliche Kapelle von Wallisellen war eine Filiale der Pfarrei Kloten. Sie trug den Namen Kapelle Unserer Lieben Frau. Im Jahr 1389 wurde sie zusammen mit der Mutterkirche in Kloten von Österreich dem Kloster Wettingen übergeben und 1406 diesem inkorporiert. Im Zuge der Reformation in Zürich ab dem Jahr 1523 wurde diese Kapelle in Wallisellen der reformierten Kirche übergeben. Im Jahr 1704 wurde die reformierte Kirchgemeinde Wallisellen gegründet und von Kloten abgetrennt. Die mittelalterliche Kirche stand unterhalb des Schulhauses Alpenstrasse und wurde 1908 durch die neue reformierte Kirche abgelöst und 1931 abgebrochen.
In Jahrhunderten nach der Reformation waren im Kanton Zürich katholische Gottesdienste verboten. Als im Jahr 1807 in Zürich die Tagsatzung stattfand, kam es zum sogenannten Toleranzedikt, das erstmals wieder katholische Gottesdienste gestattete, allerdings örtlich beschränkt. 1833 durften im Fraumünster Zürich katholische Gottesdienste gefeiert werden.1842 wurde den in Zürich lebenden Katholiken die Augustinerkirche zur Verfügung gestellt. Als am 8. Juni 1873 die Zürcher Katholiken gegen das Unfehlbarkeitsdogma protestierten, traten sie mehrheitlich zur neu gegründeten christkatholischen Kirche über, wodurch die in der römisch-katholischen Kirche Verbliebenen eine neue Kirche bauen mussten. So entstand im Jahr 1874 die Kirche St. Peter und Paul in Zürich-Aussersihl, welche zur Mutterpfarrei von der Stadt und Region Zürich wurde, zu der auch Wallisellen gehört. Von St. Peter und Paul Zürich-Aussersihl aus entstand die Pfarrei Herz Jesu Zürich-Oerlikon im Jahr 1894 und von dieser wiederum im Jahr 1902 Maria Frieden Dübendorf, aus der im Jahr 1927 die Pfarrei Wallisellen hervorging.

### Entstehungs- und Baugeschichte
Im Jahr 1850 erfasste die Volkszählung in Wallisellen 2 Katholiken und im damals noch selbständigen Rieden 3. Im Jahr 1900 war ihre Zahl auf 88 bzw. 32 angewachsen. Seit 1906 wurde von der Pfarrei Dübendorf aus in Wallisellen katholischer Religionsunterricht erteilt. Im Jahr 1920 hatte sich die Anzahl Katholiken auf 436 erhöht, bei damals 2237 Protestanten und 29 Andersgläubigen. Es zeichnete sich ab, dass für die Katholiken in Wallisellen und Umgebung eine eigene Seelsorgestation errichtet werden sollte. Am 16. Juli 1922 wurde in Wallisellen die erste katholische Messfeier seit der Reformation gefeiert. Die Gottesdienste fanden zunächst in einer ehemaligen Sennhütte statt, die als Notkapelle diente und an der Ecke Alte Winterthurerstrasse/Zentralstrasse stand. 1924 richtete der Bischof von Chur, Georg Schmid von Grüneck, das Pfarrvikariat Wallisellen ein und installierte einen Pfarrer mit Wohnsitz vor Ort. Zum Pfarrvikariat gehörten bis zur Gründung der Missionsstation Kloten im Jahr 1942 auch die Gemeinden Bassersdorf, Nürensdorf und Kloten. Da die Notkapelle von Anfang an zu klein war und sich mittelfristig als nicht geeignet erwies, wurde bereits 1922 ein Sammelverein gegründet, um eine richtige Kirche errichten zu können. Da die Räumlichkeiten der Notkapelle per 1. Januar 1925 gekündigt wurden, musste rascher als erwartet eine eigene Kapelle errichtet werden. Im Frühling 1926 wurde diese Kapelle samt Pfarrhaus erbaut, welche am 13. Juni 1926 benediziert und bezogen wurde. Mit der Bautätigkeit in der Agglomeration Zürich nach dem Zweiten Weltkrieg zogen auch vermehrt Katholiken nach Wallisellen, sodass der Bau einer richtigen Kirche vordringlich wurde. Im Jahr 1951 wurden deshalb ein Kultusverein sowie eine Kirchengenossenschaft gegründet. Fünf Architekten erhielten Projektierungsaufträge, während die Pfarrei durch Sammelaktionen das Geld für den Kirchenbau zusammentrug. Am 27. Mai 1956 präsentierte der Architekt Karl Higi an der Kirchgemeindeversammlung die vom Bischof genehmigten Pläne für den Bau der Kirche. Diese wurde neben der bestehenden Kapelle samt Pfarrhaus errichtet. Am 17. November 1956 begannen die Bauarbeiten und am 16. März 1958 wurde die Kirche mit angebauter Sakristei von Bischof Christian Caminada geweiht. Im Jahr 1959 erhielt die Kirche ihre erste Orgel, im Frühling 1961 die neuen Glocken. 1968–1969 wurde die alte Kapelle umgebaut, sodass Räume für die Jugendlichen und für das Pfarreisekretariat entstanden. Die im Jahr 1970 gegründete Pfarrei St. Michael Dietlikon ist eine Tochterpfarrei von St. Antonius Wallisellen, deren Gebiet von der Pfarrei St. Antonius Wallisellen abgetrennt wurde. Im Jahr 1971 gestaltete man den Altarraum der Kirche St. Antonius um und passte ihn an die Vorgaben des Zweiten Vatikanischen Konzils an. 1972–1973 wurde das alte Pfarrhaus renoviert und umgebaut. In den 1980er Jahren zeigte sich, dass die alte Kapelle für das Pfarreileben zu wenig Raum zur Verfügung stellen konnte, weshalb der Bau eines Pfarreizentrums beschlossen wurde. Dieser kam zwischen dem alten Pfarrhaus samt Kapelle und der Kirche zu stehen. Um den Neubau realisieren zu können, musste die an die Kirche angebaute Sakristei abgerissen werden. Am 1. März 1990 erfolgte der erste Spatenstich. Zusammen mit dem Bau des Pfarreizentrums wurde auch das Innere der Kirche neu gestaltet. Am 22. November 1991 wurde das Pfarreizentrum eröffnet.
Die Pfarrei St. Antonius ist mit ihren 4'445 Mitgliedern (Stand 2021) eine der mittelgrossen Pfarreien des Kantons Zürich. Zusammen mit der Pfarrei St. Michael Dietlikon (samt Wangen-Brüttisellen) gehört die Pfarrei St. Antonius zur Kirchgemeinde Wallisellen, welche mit 8'823 Mitgliedern eine der grösseren katholischen Kirchgemeinden des Kantons Zürich ist.

## Baubeschreibung

### Kirchturm und Äusseres
An der Alpenstrasse gelegen, befindet sich die Kirche St. Antonius nordwestlich vom alten Pfarrhaus samt ehemaliger Kapelle. Das 1990 zwischen Pfarrhaus und Kirche errichtete Pfarreizentrum bildet eine bauliche Verbindung zwischen den älteren Gebäuden. An der Alpenstrasse erhebt sich der schlanke, weiss gestrichene Glockenturm, der ein vierstimmiges Geläute enthält. Die Glocken wurden am 14. April 1961 bei Karl Czudnochowsky in Erding bei München gegossen und sind keine Bronzeglocken, sondern bestehen aus Stahl. Das Geläut wurde am 7. Mai vom Bischof Christian Caminada geweiht und am 9. Mai durch die Schuljugend in den Turm aufgezogen.
| Nummer | Gewicht | Ton | Widmung      | Inschrift                                                                                    |
| ------ | ------- | --- | ------------ | -------------------------------------------------------------------------------------------- |
| 1      | 2000 kg | c   | Christ-König | „O Rex Gloriae Christe veni cum pace“ = O König der Herrlichkeit Christus, komm mit Frieden. |
| 2      | 1100 kg | es  | Maria        | „Maria mit dem Kinde lieb, uns allen deinen Segen gib!“                                      |
| 3      | 850 kg  | f   | St. Antonius | „Heiliger Antonius, du Herold Gottes, bitte für uns!“                                        |
| 4      | 600 kg  | g   | Schutzengel  | „Lobpreiset den Herrn, ihr alle seine Engel!“                                                |

### Innenraum und künstlerische Ausstattung

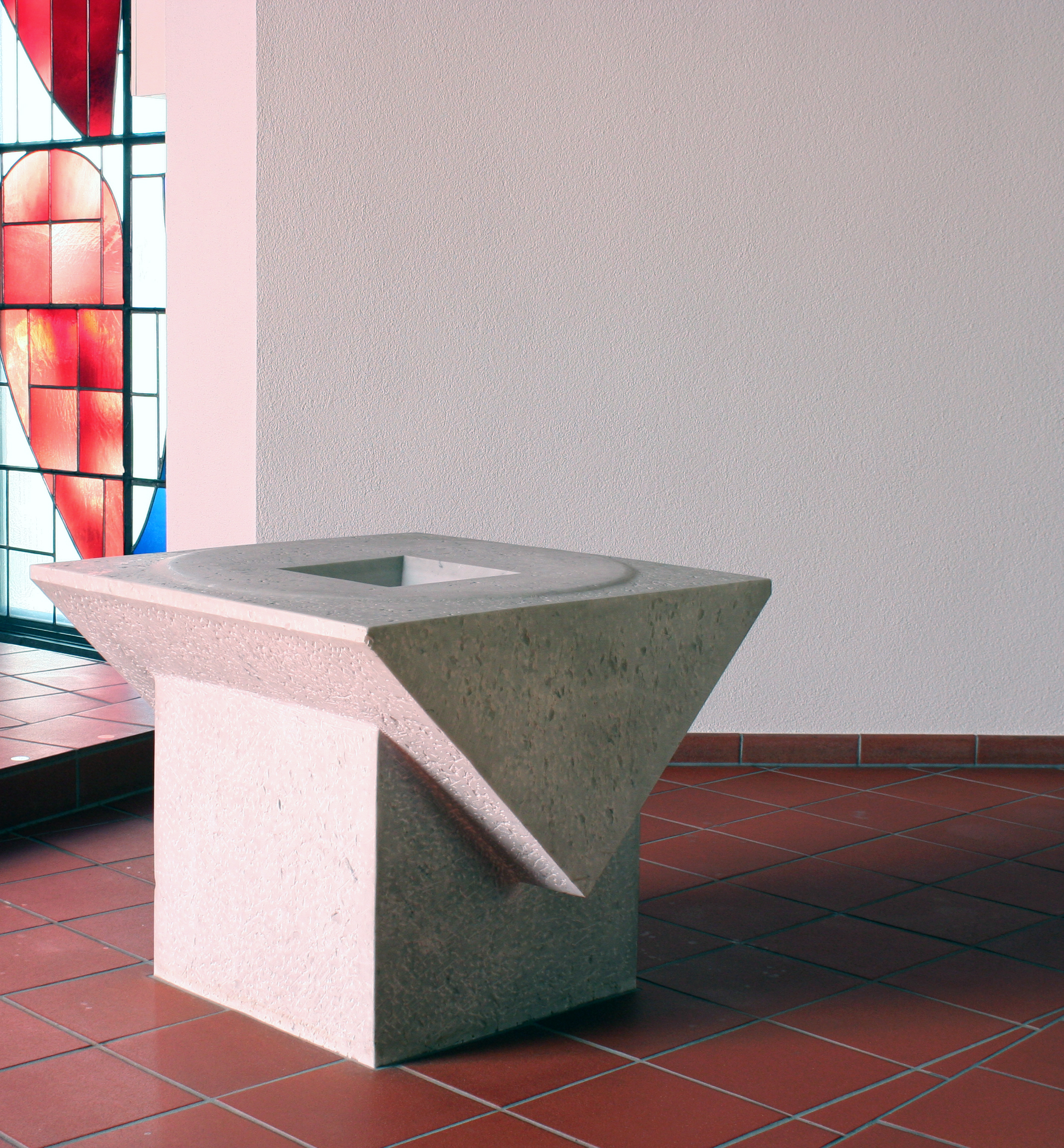
Taufbecken von Josef Caminada

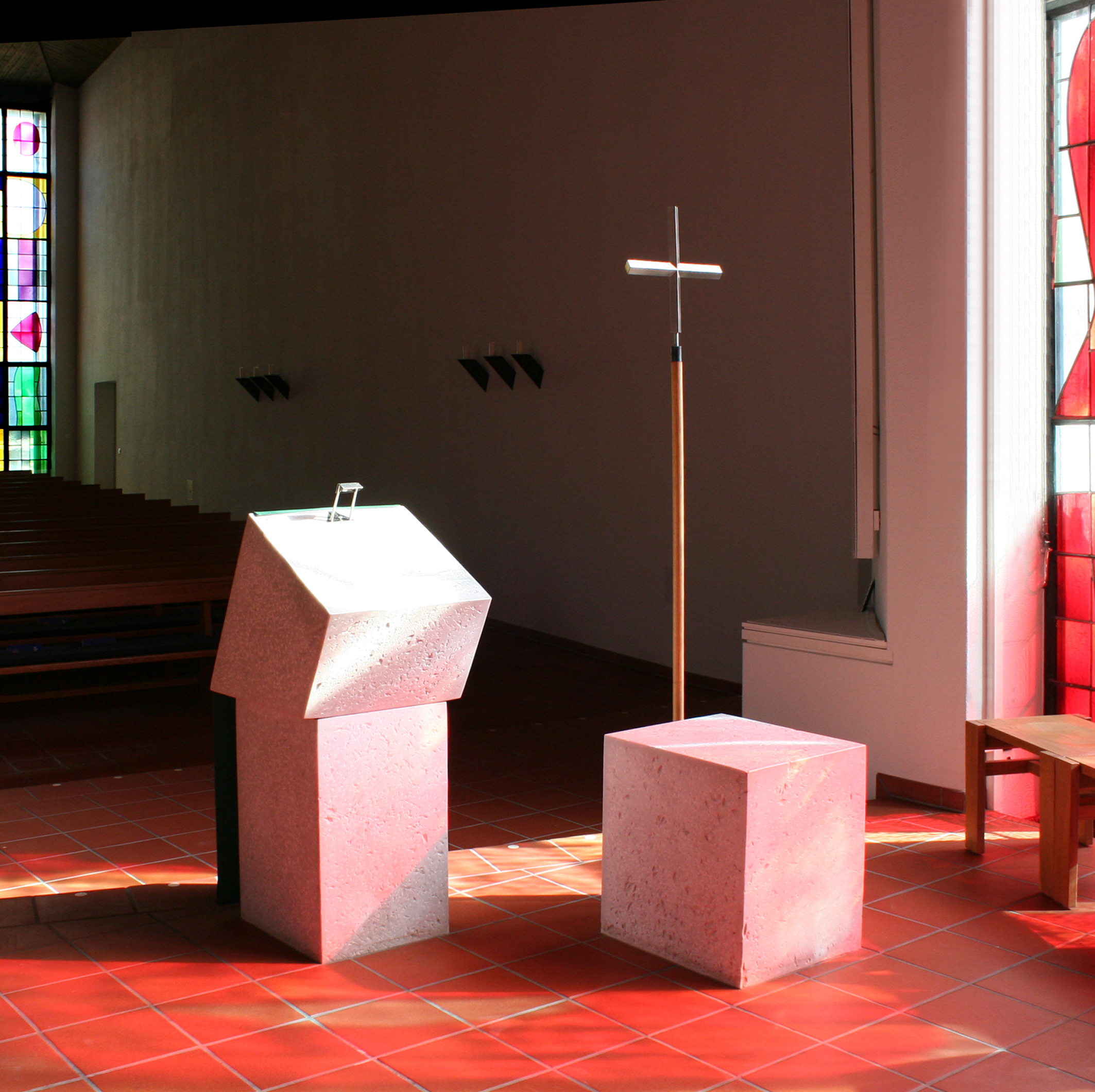
Ambo und Vortragskreuz

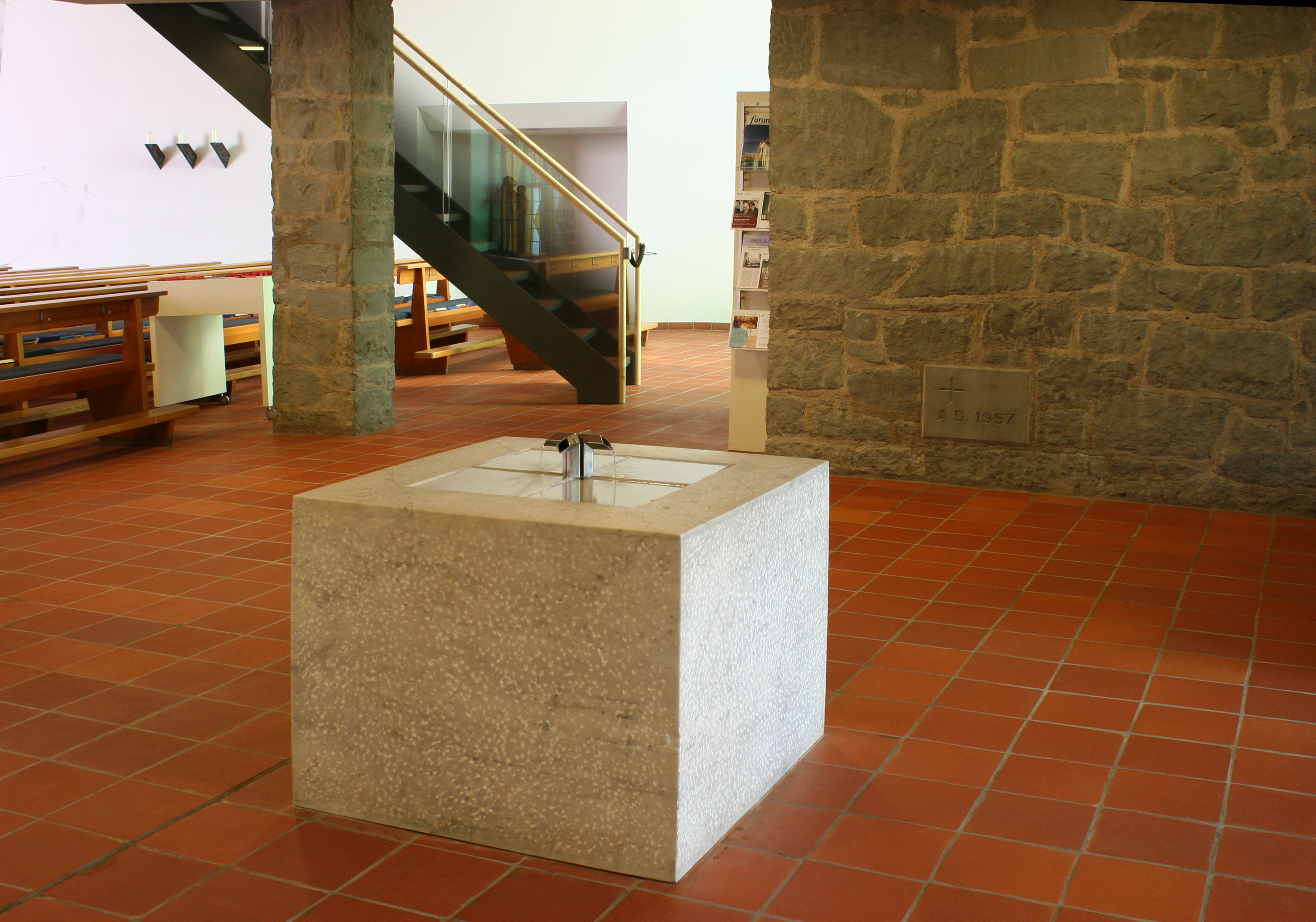
Weihwasserbrunnen

Vom Vorplatz der Kirche gelangt man durch zwei Kirchenportale unter der Orgelempore hindurch in den Kirchenraum. Dieser ist ein rechteckiger Bau mit eingezogenem Chor. Die Holzkonstruktion des Daches verleiht dem Raum eine zeltförmige Gestalt. Da die St. Antonius-Kirche noch vor dem Beginn des Zweiten Vatikanischen Konzils erbaut wurde, erhielt sie eine zeitgemässe Einrichtung, die aber für die Tridentinische Messe konzipiert wurde. So feierte der Priester die Messe auf Latein mit dem Volk zugewandten Rücken. Auf dem Altar war der Tabernakel aufgestellt. Das Predigtwort verkündete der Priester von der Kanzel, die auf der Ostseite des Altares aufgestellt worden war. Für die Kommunion standen Kommunionbänke vor dem Altarraum, sodass dieser von den Kirchenbänken abgegrenzt war. Als im Jahr 1971 das Innere der Kirche den Neuerungen des Vatikanischen Konzils angepasst wurde, entfernte man die Kommunionbänke und die Kanzel. Der Goldschmied Willi Buck aus Wil SG schuf einen neuen Tabernakel, der auf der Ostseite des Altars frei stehend aufgestellt wurde. Seine Frontseite zeigte eine Ähre und eine Traube, was auf Brot und Wein in der Eucharistie verwies. Dieser Tabernakel wurde im Jahr 1991 in der neu eingerichteten Marienkapelle im Pfarreizentrum aufgestellt. Ebenfalls von Willi Buck stammte der Ambo, das Vorlesepult für die biblischen Texte. Dessen Frontpartie schmückt der Adler, das Symbol des Evangelisten Johannes. Um die Einheit von Altar und Ambo zu unterstreichen, wurde dieser aus dem gleichen Marmor wie der rund 10 Jahre ältere Altar geschaffen. Für einen mittelalterlichen Corpus schuf Willi Buck ein schmiedeeisernes Kreuz, das an der Wand hinter dem Altar angebracht wurde. Bei der erneuten Renovation der Kirche im Jahr 1990 wurden der Ambo, der Tabernakel sowie das schmiedeeiserne Kreuz von Willi Buck entfernt und durch Werke von Josef Caminada, Zürich ersetzt. Hierbei wurde die ehemals schwarz gestrichene Altarwand durch Mauerwerk ergänzt, welches die Gestalt des mittelalterlichen Corpus aufnimmt. Auch verschob man den sechs Tonnen schweren Altar, soweit es die Statik der Kirche zuliess. Der an der westlichen Wand angebrachte Seitenaltar wurde ebenfalls entfernt und die darüber angebrachte Marienstatue in die neue Marienkapelle versetzt. Der neue Tabernakel der Kirche besteht aus einem Glasgehäuse, welches das Ziborium sichtbar werden lässt. Der Tabernakel ruht auf Metallfüssen. Links und rechts des Tabernakels finden je drei Kerzenständer Aufstellung, die auf das Allerheiligste im Tabernakel verweisen. Für die linke Seite des Altarraums schuf Josef Caminada einen neuen Ambo, auf der rechten Seite wurde ein neuer Taufstein aufgestellt. Anstelle des alten Taufsteins beim Eingang der Kirche wurde ein Brunnen angebracht, dessen quadratische Form im Wasserbecken ein gleichschenkliges Kreuz aufweist. Das Wasser fliesst durch je einen Ausguss pro Seite ins Wasserbecken. Bei der Umgestaltung der Sängerempore für die im Jahr 2012 neu erbaute Orgel wurden im hinteren Bereich der Kirche bauliche Optimierungen vorgenommen. Da die alten Aufgänge zur Empore die Sicht zu den hinteren beiden Glasfenstern von Ferdinand Gehr beeinträchtigten, wurden diese neu konstruiert. Gleichzeitig wurde die Empore nach Süden erweitert. In der nordwestseitig ans Kirchenschiff angebauten Raumnische, die vormals Platz bot für einen Beichtstuhl, wurde 1991 die von Toni Walker neu geschaffene Statue des Kirchenpatrons, des Hl. Antonius von Padua, aufgestellt. Beim Neubau der Orgel im Jahr 2012 wurde der frühere Sockel der Statue durch einen höheren ersetzt und die Nische mit einem neuen Beleuchtungskonzept ausgestattet, sodass die Antonius-Statue besser zur Geltung kommt.

### Glasfenster
Ein wesentliches Gestaltungselement der Kirche St. Antonius sind die Glasfenster des Ostschweizer Künstlers Ferdinand Gehr. Links und rechts des Altarraums befinden sich zwei Glasgemälde mit den Ausmassen von 9 m auf 6,40 m, links und rechts der Orgelempore finden sich zwei weitere Glasfenster mit den Dimensionen von 6,40 m auf 4,10 und zwischen den beiden Kircheneingängen befindet sich das kleinste Glasfenster mit den Massen 2,10 m auf 2,60 m. Im Ganzen sind es über 160 m² Glasmalerei, die Ferdinand Gehr für diese Kirche schuf. Im Altarraum gestaltete Ferdinand Gehr die Glasfenster in gegenstandslosen, ornamentalen, rotflammenden Formen auf weissen und blaugrauen Gründen. Die so entstehenden Farbwogen streben in farbiger und kompositorischer Gestalt auf den dazwischenstehenden Altar zu. Die Beschränkung auf klare Farben mit hoher Leuchtkraft ist ein wesentliches Gestaltungselement dieser Glasfenster. Die Fenster auf der rückwärtigen Eingangsseite leben aus der Mischung von Grün, Gelb, Blauviolett und Weiss. Das Fenster in der ehemaligen Taufkapelle zeigt intensivere Farben. Über dem Wasser, in Farbe und nicht in gegenständlicher Zeichnung dargestellt, erscheint die Taube des Geistes im symbolischen Rot der Liebe.

### Orgel

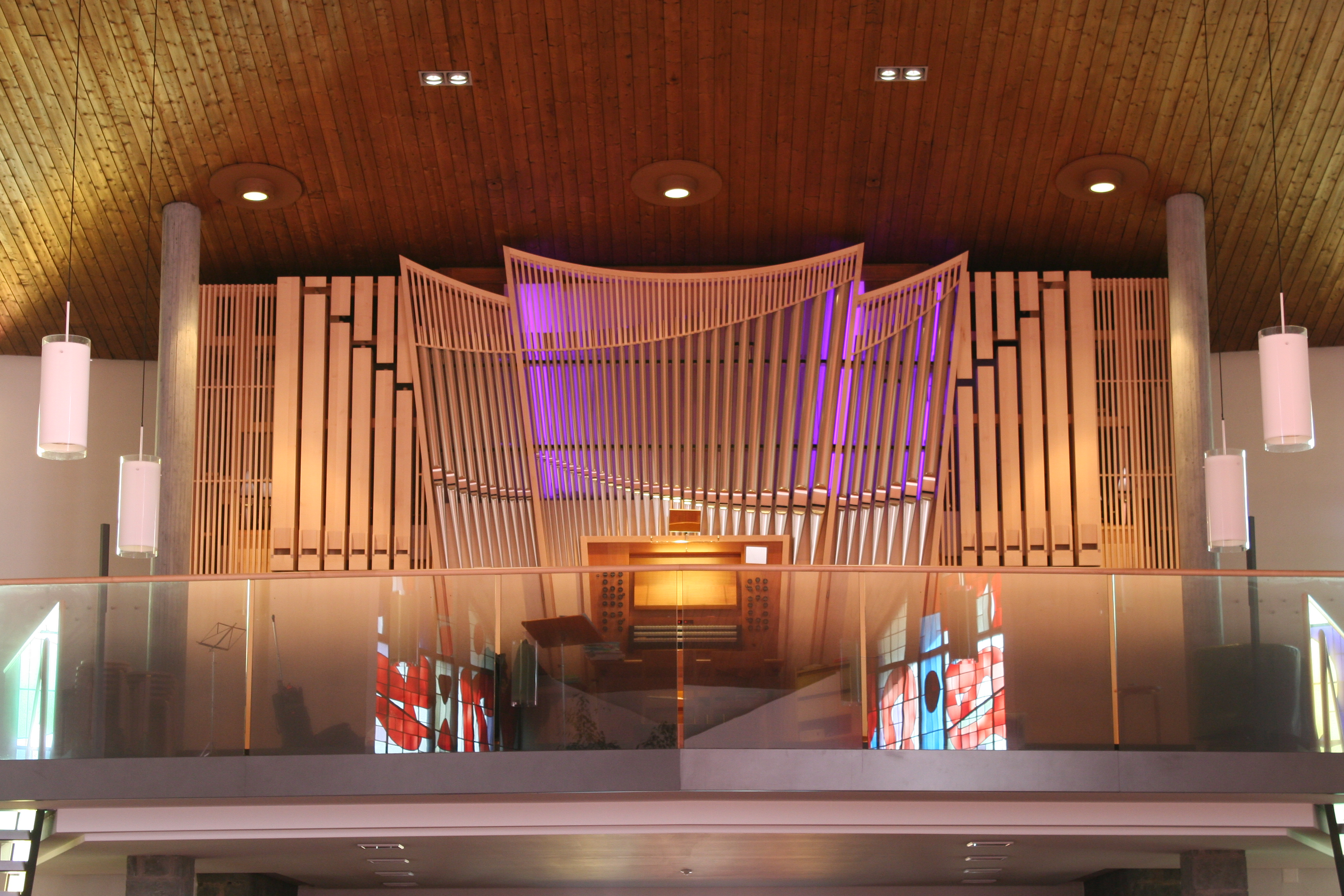
Kuhn-Orgel von 2012

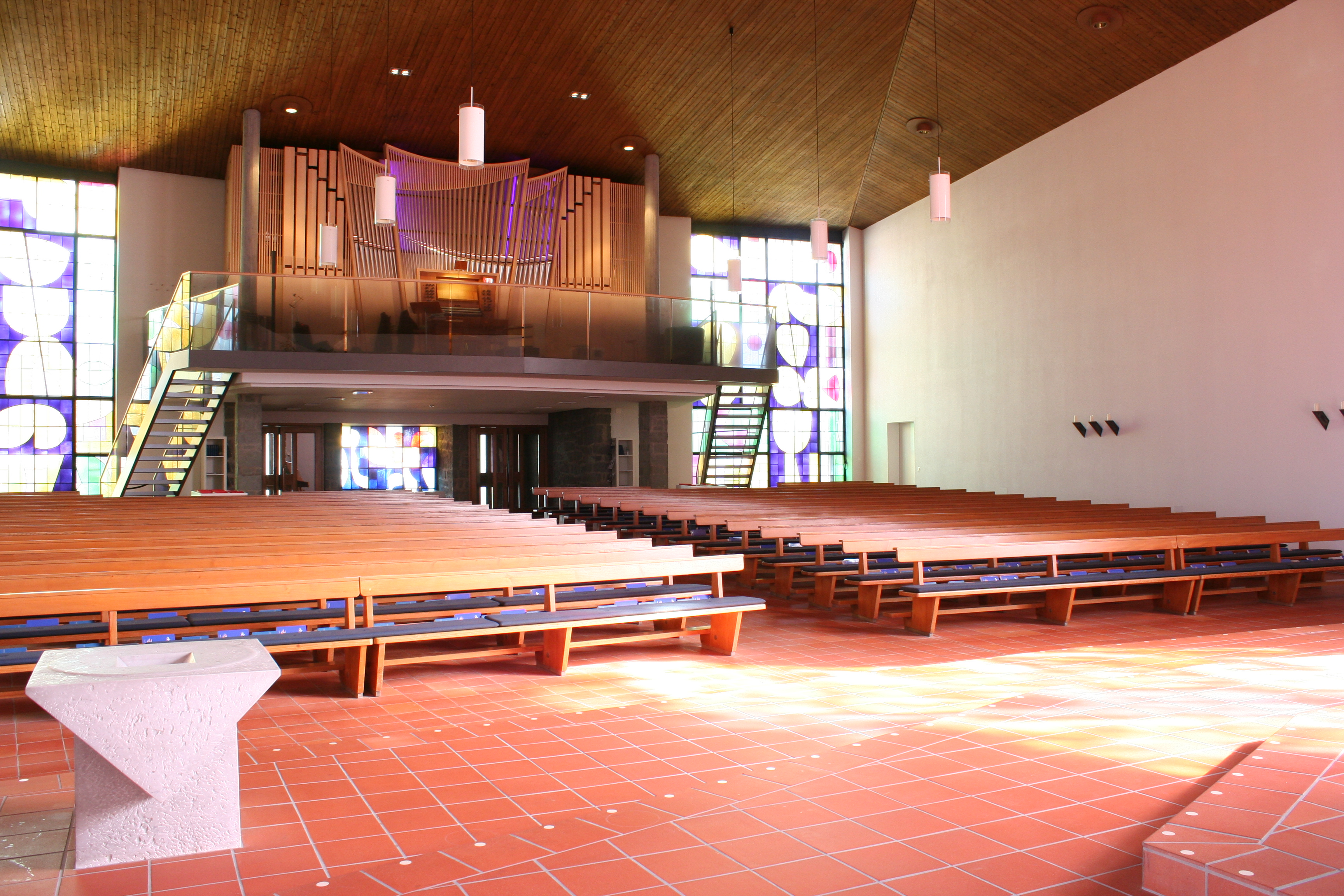
Blick zur Orgelempore

Im Jahr 1959 erhielt die Kirche St. Antonius ihre erste Orgel. Es handelte sich um ein Instrument der Firma Späth aus Rapperswil. Es besass 1594 Pfeifen in 22 klingenden Registern, verteilt auf zwei Manualen samt Pedal besass. 1522 Pfeifen waren aus Metall, 72 aus Holz; die beiden Manualklaviaturen hatten 56, das Pedal 30 Tasten. Der Prospekt bestand aus den Registern Prinzipal 8′, Flötbass 8′ und Praestant 4′. Die Traktur erfolgte durch elektromagnetisch betätigte Ventile, die Registratur war rein elektrisch. Der Disposition (Orgel)Dispositionsentwurf stammte von Siegfried Hildenbrand, Domorganist in St. Gallen. Am Gaudete-Sonntag 1959 wurde die Orgel eingeweiht.
| I Hauptwerk C–g3 |        |
| Spitzgedeckt     | 16′    |
| Principal        | 8′     |
| Gedeckt          | 8′     |
| Harfpfeife       | 8′     |
| Octave           | 4′     |
| Hohlflöte        | 4′     |
| Rohrflöte        | 2′     |
| Mixtur V         | 1 2⁄3′ |
| Trompete         | 8′     |

| II Rückpositiv C–g3       |                  |
| Koppelflöte               | 8′               |
| Gemshorn                  | 8′               |
| Praestant                 | 4′               |
| Kleingedeckt              | 4′               |
| Dulciana                  | 4′               |
| Sesquialtera              | 2 ⁄3′ und 1 3⁄5′ |
| Quinte (aus Sesquialtera) | 2 ⁄3′            |
| Schwiegel                 | 2′               |
| Cymbel                    | 2⁄3′             |
| Krummhorn                 | 8′               |

| Pedal C–f1    |        |
| Subbass       | 16′    |
| Spitzgedeckt  | 16′    |
| Flötbass      | 8′     |
| Choralbass II | 4 1⁄2′ |
| Fagott        | 16′    |

Als im Jahr 2002 keine der zur Offertstellung eingeladenen Orgelbaufirmen einen sinnvollen Umbau der Orgel vorlegen konnte, wurde entschieden, das pannenanfällig gewordene Instrument durch einen Neubau zu ersetzen. Nach einem Abschiedskonzert am 3. September 2011 wurde die Orgel demontiert und sollte nach einer Überholung durch die polnische Orgelbaufirma Jan Drozdowicz einer polnischen Gemeinde verschenkt werden.
Im Sommer 2009 wurde sich eine Orgelkommission tätig, um den Bau einer neuen Orgel umzusetzen. Der Auftrag wurde nach einer Ausschreibung an die Orgelbau Kuhn aus Männedorf vergeben. Für dieses neue Instrument musste die Orgelempore angepasst werden (Erweiterung nach Süden sowie eine Umgestaltung der beiden Treppenaufgänge, um für das grössere Instrument genug Platz zu erhalten). Der Orgelprospekt wurde nach visuellen und orgelbautechnischen Gesichtspunkten gestaltet. Am Palmsonntag, den 1. April 2012 wurde die neu erbaute Orgel eingeweiht.
Das Instrument besitzt drei Manuale samt Pedal und ist auf die „französisch geprägte symphonisch-romantische Klangwelt ausgerichtet.“ Mit diesem Konzept unterscheidet sich die Orgel von den in der Region Zürich oft erbauten „Universalorgeln“ und auch von der 2014 neu erbauten Edskes-Orgel in der Nachbarpfarrei Maria Frieden Dübendorf, welche eine Prägung in der Tradition Arp Schnitgers aufweist. Die Orgel in Wallisellen besitzt 32 Register (davon zwei Transmissionen). Von den 2004 Pfeifen bestehen 1920 aus einer Zinn/Blei-Legierung, 84 Pfeifen sind aus Holz gebaut. Die Traktur ist mechanisch, die Registratur mechanisch und verfügt über eine zusätzliche elektronische Setzeranlage (Doppelregistratur). Eine Besonderheit sind die fächerförmig angeordneten Prospektpfeifen. Diese Anordnung orientiert sich an der Architektur der Kirche. So nimmt der Orgelprospekt die Gestaltung der Chorwand auf, die dem Corpus Christi folgt. Mittels Beleuchtung kann der Orgelprospekt in den liturgischen Farben beleuchtet werden. Die Disposition lautet:
| I Hauptwerk C–a3 |        |
| Bourdon          | 16′    |
| Montre           | 8′     |
| Gambe            | 8′     |
| Bourdon          | 8′     |
| Octave           | 4′     |
| Flûte            | 4′     |
| Quinte           | 2 ⁄3′  |
| Doublette        | 2′     |
| Tierce           | 1 3⁄5′ |
| Fourniture       | 1 ⁄3′  |
| Trompette        | 8′     |
| Tremblant        |        |

| II Récit C–a3        |       |
| Suavial              | 8′    |
| Voix céleste         | 8′    |
| Flûte harmonique     | 8′    |
| Prestant             | 4′    |
| Flûte octaviante     | 4′    |
| Nazard               | 2 ⁄3′ |
| Flageolet            | 2′    |
| Larigot              | 1 ⁄3′ |
| Plein jeu            | 2′    |
| Hautbois             | 8′    |
| Trompette harmonique | 8′    |
| Clairon harmonique   | 4′    |
| Tremblant            |       |

| III Echowerk C–a3 |    |
| Flûte à cheminée  | 8′ |
| Salicional        | 8′ |
| Cor de nuit       | 4′ |
| Cornet            | 4′ |
| Voix humaine      | 8′ |
| Tremblant         |    |

| Pedal C–f1       |     |
| Subbasse         | 16′ |
| Montre (aus HW)  | 8′  |
| Bourdon (aus HW) | 8′  |
| Bombarde         | 16′ |

- Koppeln: III/II, I/II, I/P, II/P, III/P

- Elektronische Setzerkombinationen mit Sequenzer und USB-Anschluss.
- Programmierbares Crescendo.
- Schwelltritt für Récit und Echowerk zusammen.[18]

### Marienkapelle
Als im Jahr 1991 das Pfarreizentrum eröffnet wurde, richtete man darin eine Marienkapelle ein. Von der Kirche wurden der Tabernakel von Willi Buck sowie die Marienstatue übernommen. Neu geschaffen wurden der Altar und eine Christusfigur von Toni Walker, Flüelen. Im hinteren Teil der Marienkapelle befindet sich ein Beichtzimmer. Der Wandteppich hinter dem Altar wurde vom Frauenverein geschaffen.